# Mariene ecoregio Southern California Bight
De Mariene ecoregio Southern California Bight (59) (Engels: Southern California Bight marine ecoregion) is een biogeografische regio en ligt in het oosten van de Grote Oceaan in de Mariene provincie Warme Gematigde Noordoostelijke Stille Oceaan (11) in het Marien rijk Gematigde Noordelijke Stille Oceaan. De mariene ecoregio is vastgesteld door het World Wide Fund for Nature en The Nature Conservancy en is vernoemd naar de Southern California Bight.
In het noordwesten grenst het gebied aan de mariene ecoregio Noordelijk Californië (58) en in het zuidoosten aan de mariene ecoregio Magdalena Transitie (61).

## Geografie
De mariene ecoregio ligt in het oosten van de Grote Oceaan voor de westkust in het zuidwesten van de Verenigde Staten met de staat Californië en voor de westkust van het schiereiland Neder-Californië van Mexico. Het gebied strekt zich uit van Point Conception bij Lompoc tot aan de kaap Punta Abreojos in Baja California Sur en omvat onder andere de wateren rondom de Channel Islands (exclusief de eilanden San Miguel Island, Santa Rosa Island en San Nicolas Island), de Santa Monica Bay, de Sebastián Vizcaíno Bay met Isla de Cedros en rondom Isla Guadalupe.
Door het gebied stroomt de Californische stroom.

## Biogeografie
Het gebied kent zeeleven dat houdt van gematigde temperaturen.